# 1. padalska gardna četa Severnega Vietnama
1. padalska gardna četa Severnega Vietnama (kratica 1 CPGNV) je bila samostojna padalska enota, ki so jo ustanovili Francozi v času oblikovanja Vietnamske nacionalne armade; kljub temu je bil v resnici podrejena Francoskemu ekspedicijskemu korpusu. 

## Zgodovina
Poveljniški kader je bil sestavljen iz Francozov, medtem ko je bilo moštvo sestavljeno iz Vietnamcev. Leta 1951 je bila četa vključena v 1. bataljon vietnamskih padalcev.